# سانتافه د مندوخار
سانتافه د مندوخار (به اسپانیایی: Santa Fe de Mondújar‎) دهستانی در استان آلمریای اسپانیا است.
در این دهستان ۴۵۶ نفر زندگی می‌کنند. مساحت این دهستان ۳۵ کیلومتر مربع است.